# Barrage de la Maigrauge
Le barrage de la Maigrauge est un barrage de Suisse, situé dans le canton de Fribourg. C'est le premier barrage en béton de l'histoire, mis en service en 1872.

## Géographie
Le barrage est situé sur le cours de la Sarine, à l'entrée de la ville de Fribourg. La retenue est à l'origine du lac de Pérolles. À proximité de ce barrage se trouve une ancienne centrale thermique de production d'électricité.

## Histoire
Le barrage a été construit de 1870 à 1872, sur le projet d'un ingénieur d'origine alsacienne Guillaume Ritter, pour alimenter Fribourg en eau potable et pour fournir de l'énergie aux industries installées sur le plateau de Pérolles. À sa construction, il est le premier barrage en béton d'Europe (et le premier mis en eau au monde) et le premier barrage-poids au monde. 
En 1908, à la suite d'une décision du conseil d'État le barrage est surélevé de 2,75 mètres. En 2000, des travaux ont été réalisés afin de rendre le barrage plus résistant aux crues et aux tremblements de terre. Ces travaux consistent en des ancrages tous les dix mètres, qui permettent de contrer les sous-pressions qui étaient inconnues lors de la construction.
Un ascenseur à poissons est construit en 2006 afin de permettre aux poissons de passer de La Sarine au Lac de Pérolles et en sens inverse par un chenal. En 2014, le canton demande une amélioration du système à l'exploitant, Groupe E, car les poissons semblent n'emprunter que l'ascenseur.

## Hydroélectricité

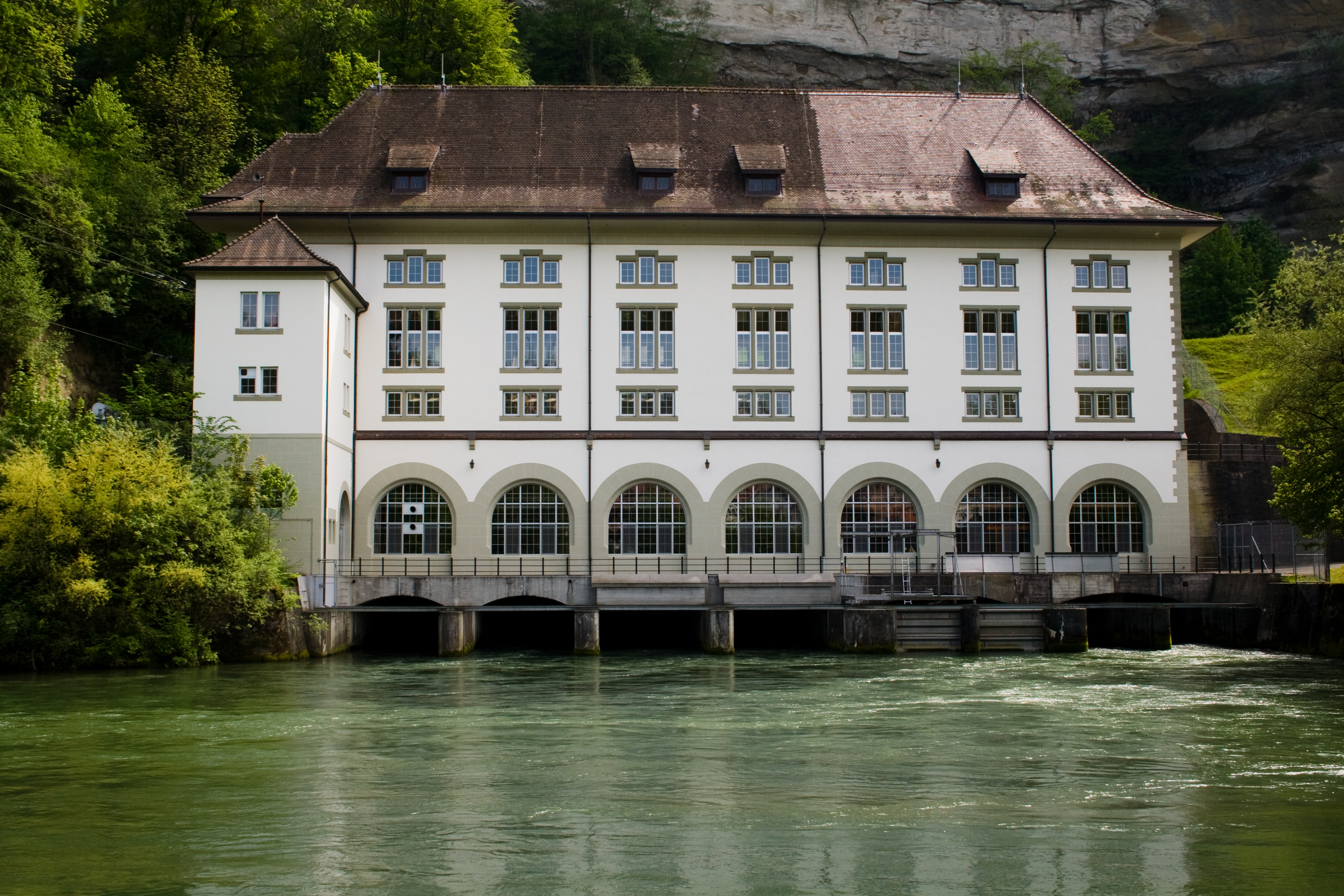
Usine hydroélectrique de Maigrauge-Oelberg.

La retenue d'eau du barrage de la Maigrauge sert pour la production d'hydroélectricité. Une première usine est située à proximité du barrage, elle est dotée d'une turbine de 570 kW. Une seconde usine du nom de Maigrauge-Oelberg est située de l'autre côté de la colline de Bourguillon sous laquelle l'eau passe dans des conduites forcées entre le barrage et l'usine. Cette usine est dotée de 5 turbines, une de 5 100 kW installée en 1943, une de 5 400 kW installée en 1956 et trois de 2 130 kW chacune installées en 1980. L'aménagement est exploité par la société Groupe E, anciennement EEF (entreprises électriques fribourgeoises).

## Sources
- Commission internationale des grands barrages
- Comité suisse des barrages : fiche sur le barrage de la Maigrauge
- [PDF] Bulletin technique de la Suisse romande, 29 juillet 1961.